# Moritz Ludwig
Moritz Ludwig (14 de setembro de 2001) é um jogador de hóquei sobre a grama alemão.

## Carreira
Moritz Ludwig jogou pela TV Jahn Hiesfeld em sua juventude e depois mudou-se para o Uhlenhorst Mülheim. Ele frequentou a Escola Secundária Gustav Heinemann em Dinslaken.
De 2016 a 2022 disputou 64 partidas internacionais em diversas faixas etárias do setor júnior. Seus maiores sucessos foram o terceiro lugar no Campeonato Europeu Sub-18 de 2018, o primeiro lugar no Campeonato Europeu Sub-21 de 2019, o segundo lugar no Campeonato Mundial Sub-21 de 2021 e também o segundo lugar no Campeonato Europeu Sub-21 de 2022.
Em 17 de janeiro de 2020, Ludwig fez sua estreia pela seleção nacional no Campeonato Europeu de Hóquei Indoor. Ludwig foi o jogador mais jovem do time e disputou todas as cinco partidas. Os alemães conquistaram o título com uma vitória por 6-3 sobre a Áustria. Ludwig jogou sua primeira partida internacional de hóquei em campo em 16 de fevereiro de 2022. Na Copa do Mundo de 2023 em Bhubaneswar, Ludwig foi utilizado em todos os sete jogos; ele marcou seu único gol do torneio na partida preliminar contra a Coreia do Sul.
Nos Jogos Olímpicos de Verão de 2024, em Paris, conquistou a medalha de prata no torneio masculino do hóquei sobre a grama, após confronto na final contra a equipe holandesa, que venceu nos pênaltis.